# Мермерины
Мермери́ны — деревня в Калининском районе Тверской области. Относится к Медновскому сельскому поселению.
Население по переписи 2002 года — 726 человек, 321 мужчина, 405 женщин.
Расположено в 12 км к северо-западу от Твери, на федеральной автодороге Москва — Санкт-Петербург М10 (E 105), 189-й км от Москвы. От села Медное — 8 км.

## В деревне
- ООО «Меха»
- ООО «Новые меха»
- МОУ Тверская средняя общеобразовательная школа
- детский сад «Радуга»
- медицинский пункт
- Дом Культуры (Сафронова Олеся Евгеньевна)[кто?]
- Октябрьская библиотека
- ОФПС Тверской области филиал ФГУП «Почта России»
- газовая котельная

## История
В середине XIX-начале XX века деревня относилась к Савинскому приходу Новинской волости Тверского уезда Тверской губернии. В 1859 году казённая деревня Мермерины Старые имела 19 дворов, 144 жителя. Соседняя деревня Поддубки имела второе название Мермерины Новые.
В 1940-х годах деревня Старые Мермерины относилась к Поддубскому сельсовету Медновского района Калининской области. Во время Великой Отечественной войны немецко-фашистские войска 19 октября захватили деревню и продолжили наступление на Медное, но уже 20-21 октября они были разбиты и отброшены назад к Калинину.
В 1976 году организован зверосовхоз «Октябрь», центром которого стала деревня Мермерины. В 1980-е годы построен новый жилой посёлок, детский сад, Дом Культуры, библиотека, торговый центр. В 1992 году открыта средняя школа. Началось строительство здания физиопрофилактория с бассейном и спортплощадками. Но удалось построить только коробку комплекса, в связи с изменением положения в стране в 1990-е годы. В 1997 году в деревне 232 хозяйства, 764 жителя.